# Rinkebysvenska

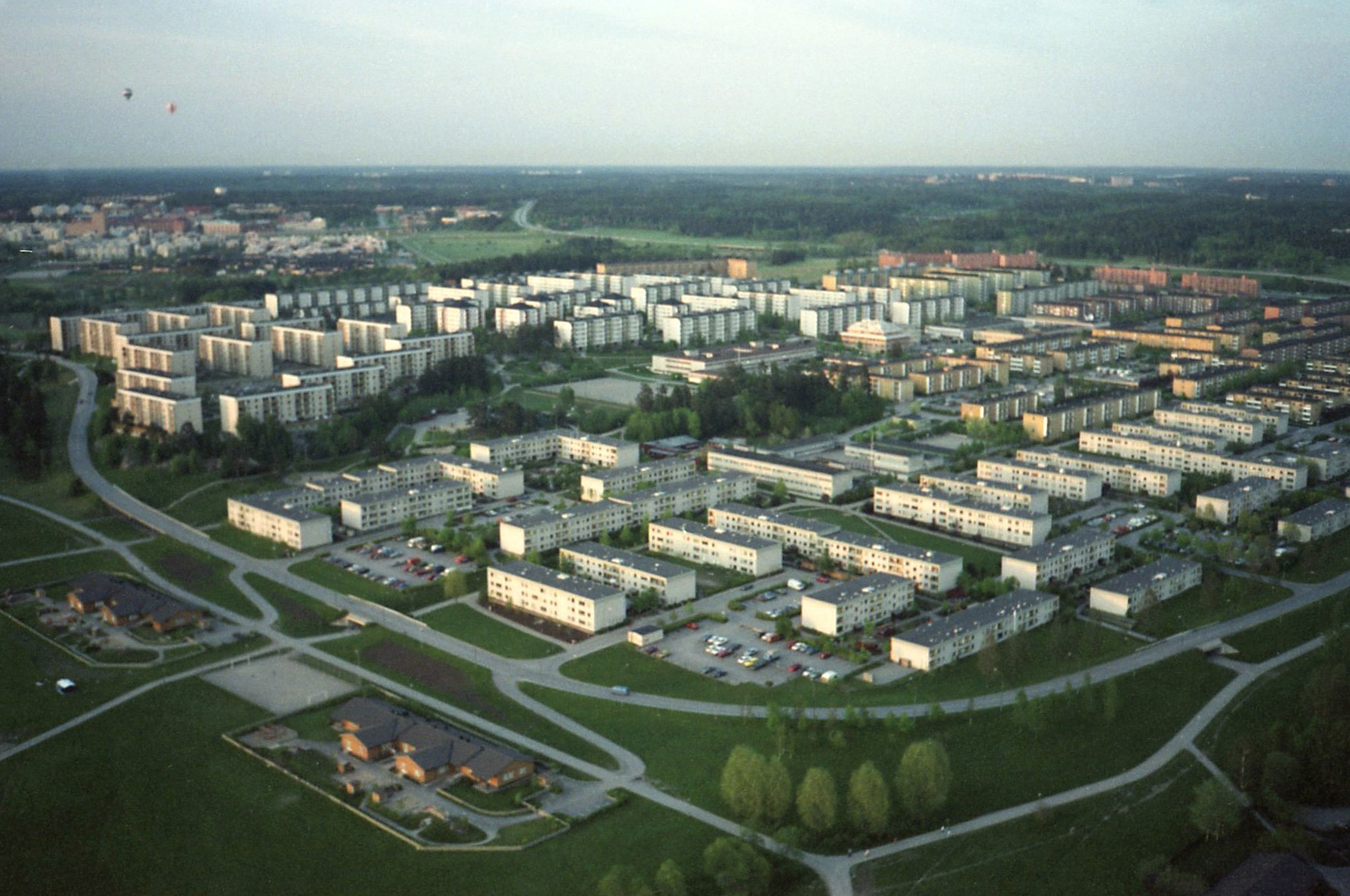
Sídliště Rinkeby

Rinkebysvenska je jedna z variant švédštiny, kterou se mluví na sídlištích, kde převažuje především obyvatelstvo z řad imigrantů. Jako jazykový fenomén se objevila v 80. letech 20. století. Jedná se o formu jazyka, kterou mluví především mladá generace, jež je různého etnického původu. Rinkebysvenska se však užívá pouze v rámci této komunity, nejedná se proto o jazyk, který by byl plně užíván ve všech situacích každodenního života.

## Vznik varianty
Obyvatelstvo Švédska bylo historicky vzato homogenní, nicméně v druhé polovině 20. století došlo v souvislosti s růstem životního standardu v zemi k masové imigraci. Statistické údaje dokládají, že počet obyvatel země, kteří se nenarodili na území Švédska, se jen v posledních 30 letech zdvojnásobil. Za posledních 10 let přibylo obyvatelstva především z Turecka, Somálska a Saúdské Arábie. I to zapříčinilo značnou etnickou, jazykovou i náboženskou různorodost současného Švédska.
Imigranti osídlili především největší sídliště v okolí Stockholmu, Göteborgu a Malmö. Díky tomu se tyto oblasti staly symbolem imigrace a kontrastem s „etnicky švédskými“ centry měst.
Nová varianta švédštiny, která vznikla poté, co imigranti začali tvořit značnou část místního obyvatelstva, dostala ve švédském prostředí název podle sídliště Rinkeby, kde byl počet přistěhovalců nejvyšší a kde byla tato varianta také poprvé popsána. Rinkebysvenska je předmětem výzkumu mnohých akademiků v posledních třiceti letech. První, kdo tento termín použil, byla lingvistka Ula-Brit Kotsinas. Definovala jej především jako takovou variantu švédského jazyka, ve které se vyskytují následující rysy:
- značný počet slov, původem z jazyků imigrantů
- zcela jiná prozódie, než jaká je typická ve švédském jazyce
- zvýšené užití některých specifických sloves a předložek, nebo naopak vynechávání předložek
- nedochází ke změně pořadí slov ve větě v případě otázek (inverze)

Ze sociolingvistického hlediska se rozdíl mezi Rinkebysvenska a standardní švédštinou interpretuje jako potřeba mladé generace přistěhovalců vytvořit vlastní identitu.

## Nesouhlas okolo názvu
Název této varianty švédštiny je sám předmětem debat, neboť termín Rinkebysvenska se stal sám o sobě pejorativním. Většina lingvistů se nemůže shodnout, jaký název pro Rinkebysvenska vlastně použít. Kromě toho probíhá rovněž diskuse, zdali má být tato varianta považována za sociolekt, dialekt, etnolekt nebo multietnolekt. Ve Švédsku, kde je politická korektnost považována za jeden z klíčových konceptů fungování společnosti, se jedná o debatu poměrně významnou.[zdroj?]
Ve veřejné diskusi se nejčastěji používají názvy, které přímo odkazují na společenskou stratifikaci. Užívají se termíny, jako například invandrarsvenska (dosídlenecká švédština), nebo blattesvenska (dosídlenecká švédština; blatte je negativní termín pro imigranty). Rovněž se objevují termíny jako např. förortsvenska (příměstská švédština), miljonsvenska (de facto paneláková švédština), nebo shobresvenska (šo-bre švédština). Poslední z uvedených výrazů vychází z velmi často používaného výrazu „šo bre“, který je původem z oblasti jihovýchodní Evropy, resp. Srbska a Turecka.
Obyvatelstvo, které touto variantou jazyka mluví, používá často termíny spojené buď se svojí lokalitou, nebo s nuznými podmínkami na švédských panelových sídlištích: rosengårdsvenska, fittjasvenska, gårdstenska, ghettosvenska i betongsvenska.

## Specifičnosti slovníku
Nejtypičtějším rozdílem mezi standardní švédštinou a Rinkebysvenska jsou slova, která přišla původem z různých jazyků početných imigrantů. Mezi ty patří například – aina/ainaziz (policie, z turečtiny), bak (podívat se), ajde (pojďme, snad ze všech balkánských jazyků), bre (částice zdůraznění, opět balkánského původu), habibi (drahý, z arabštiny), yalla (spěchat, opět z arabštiny), chilla (uklidnit se, z angličtiny), loco (blázen, španělského původu) apod.

## Zastoupení v médiích
Švédská média v posledních 30 letech hodnotí Rinkebysvenska jako cosi špatného; deviantní variantu jazyka, kterou užívají problematické elementy ve společnosti a šovinisté. K tomu je do protikladu stavěna „dobrá“ a „rovnoprávná“ standardní švédština. V rovnostářském Švédsku jsou tak mluvčí této varianty jazyka stigmatizováni.
I přesto vyšlo však v Rinkebysvenska několik knih, mezi které patří například:
- Leiva Wenger, Alejandro (2001). Till vår ära
- Foley, Douglas (2003). Shoo bre
- Khemiri, Jonas Hassen (2003). Ett öga rött
- Bakhtiari, Marjaneh (2005). Kalla det vad fan du vill
- Lapidus, Jens (2006). Snabba cash: hatet, drivet, jakten
- Lapidus, Jens (2008). Aldrig fucka upp

## Galerie

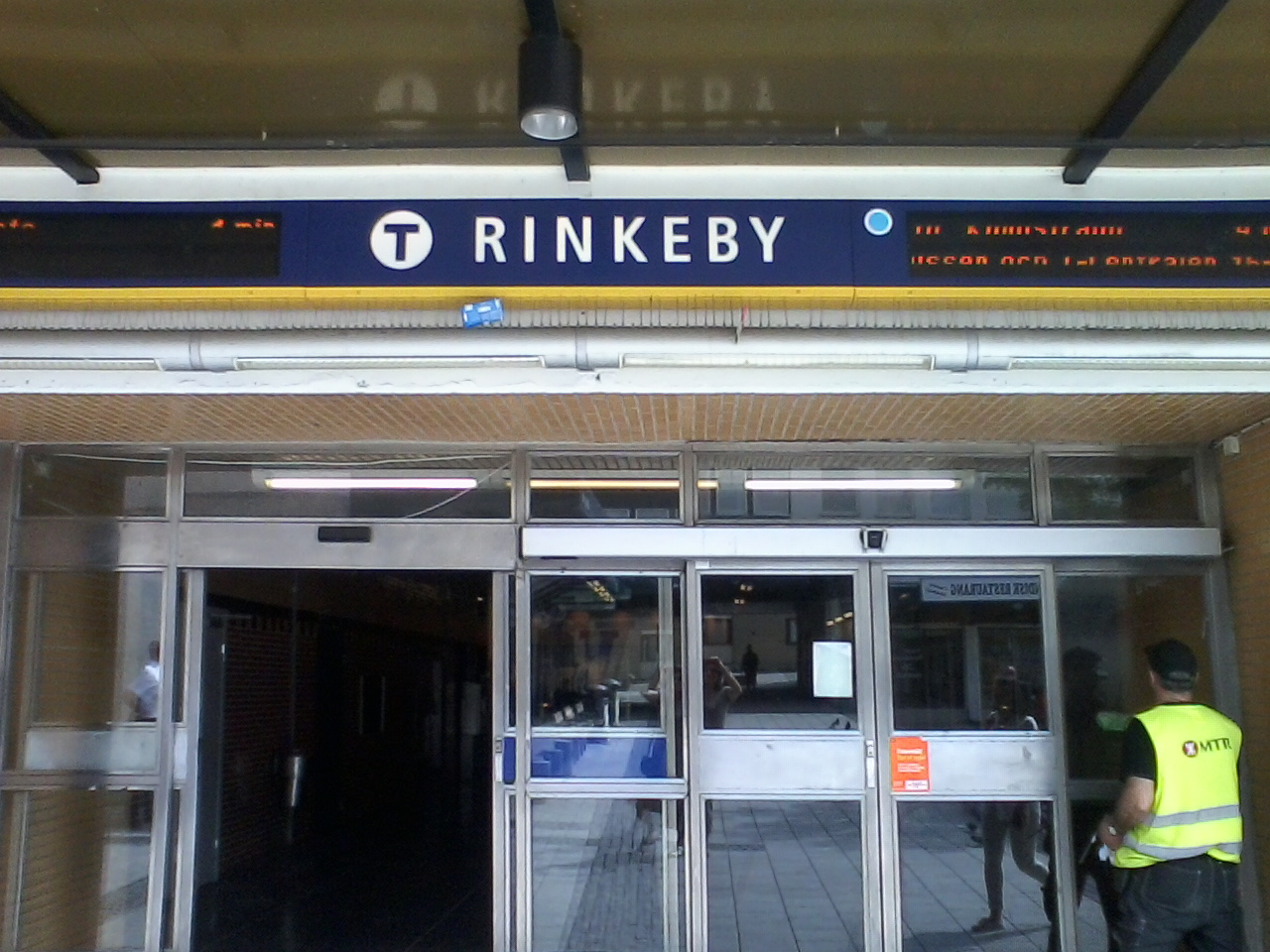
Stanice metra Rinkeby
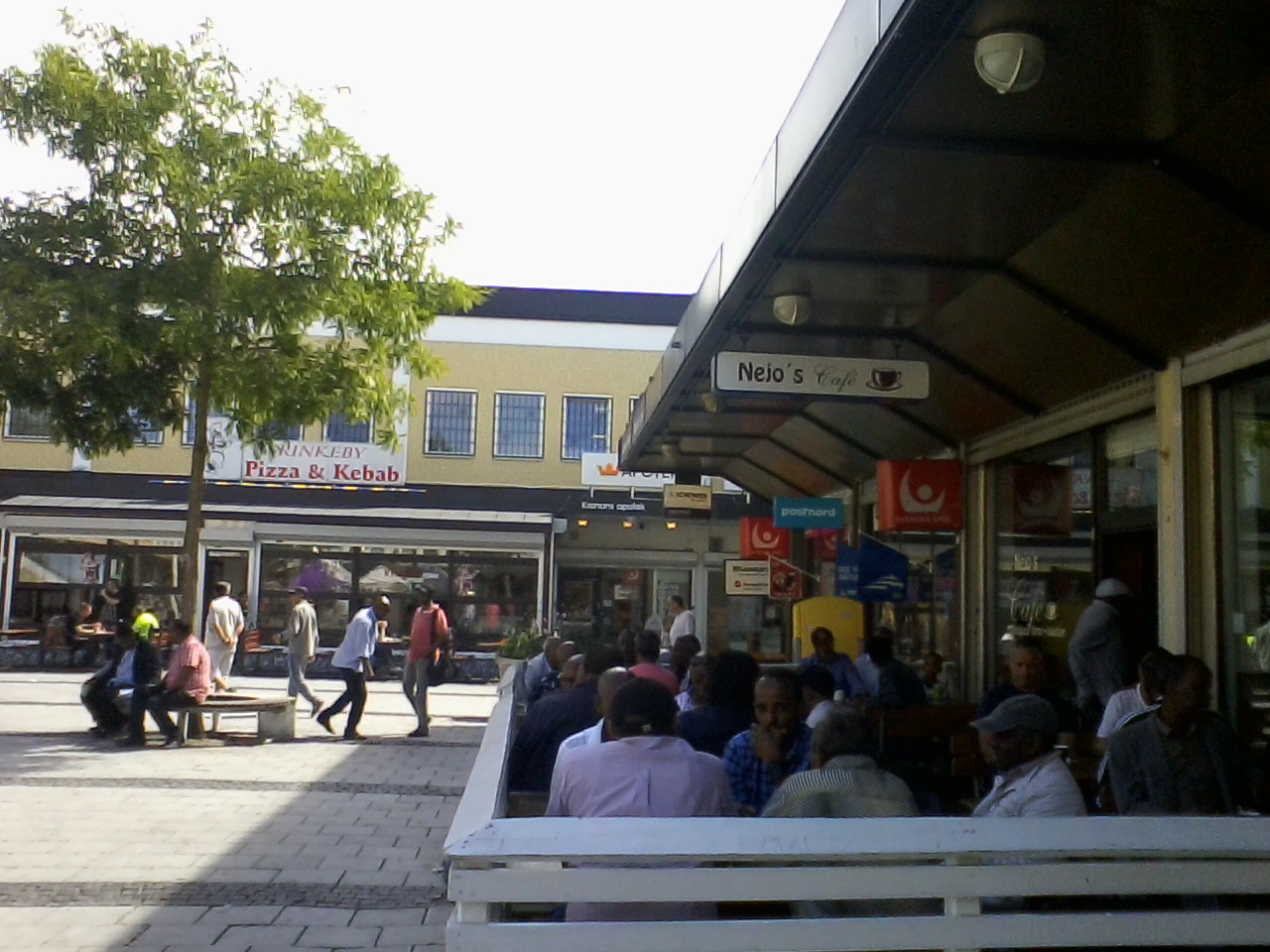
U stanice metra Rinkeby
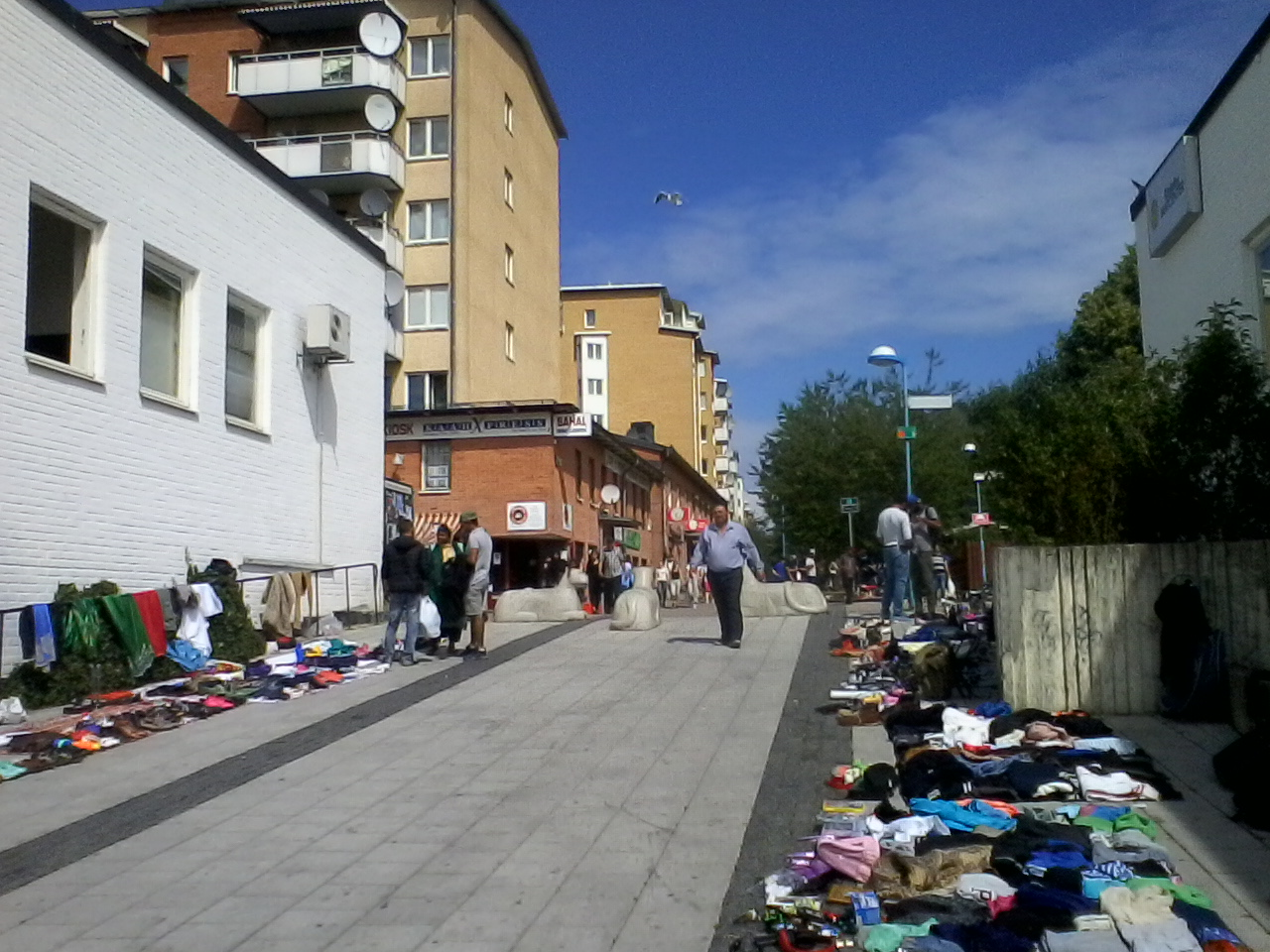
Ulice ve čtvrti Rinkeby
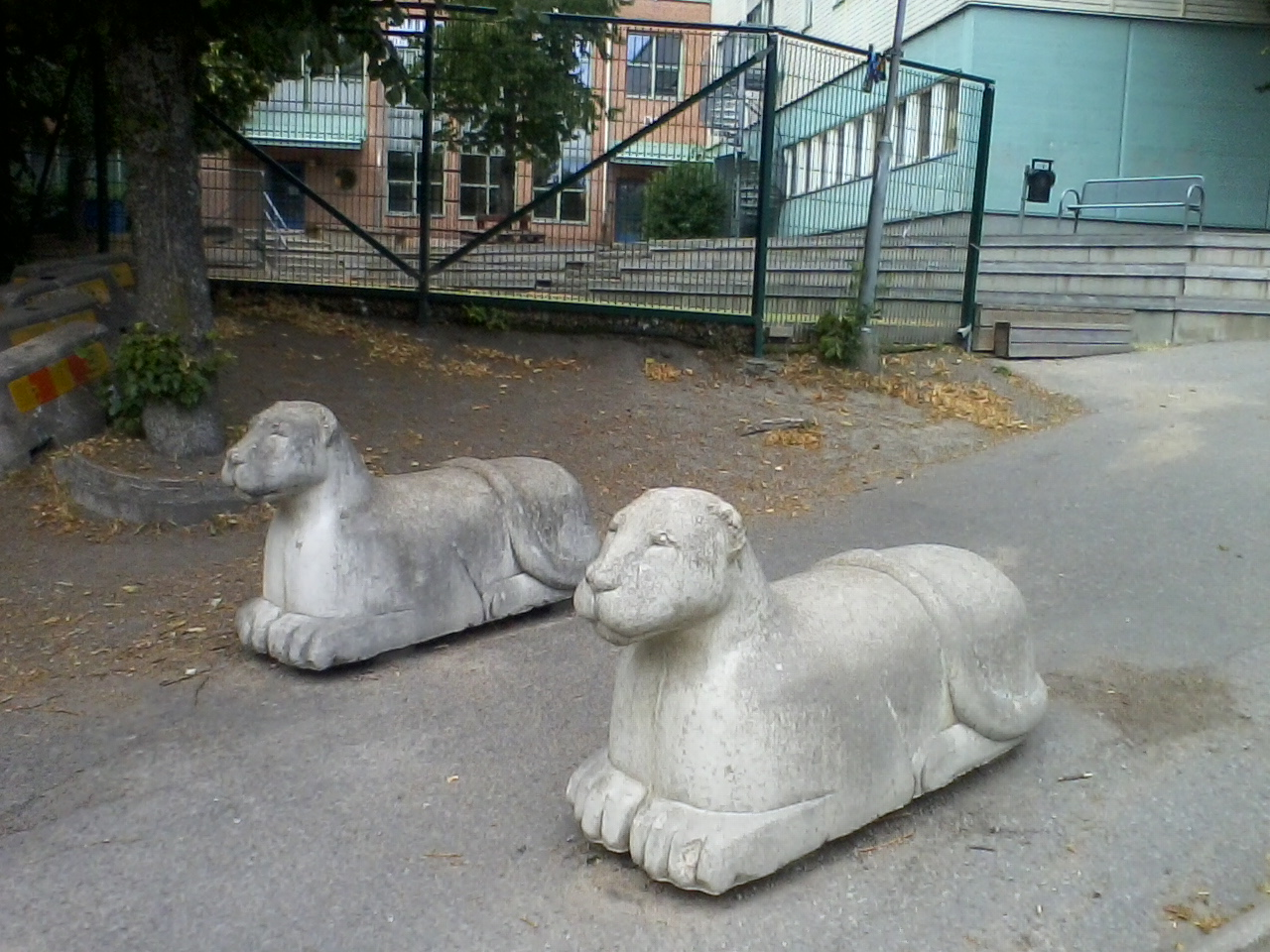
Bariéry proti vjezdu
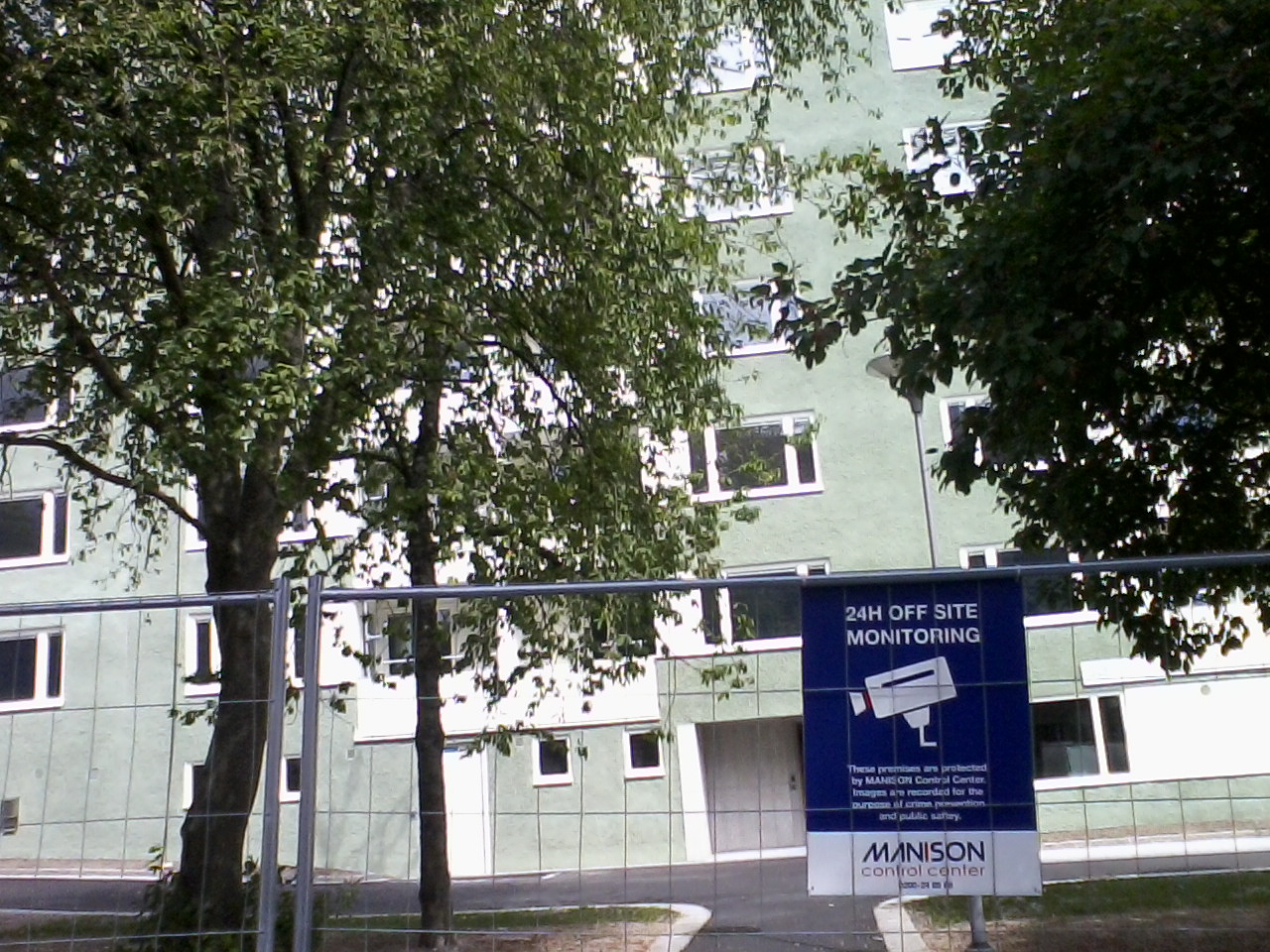
Rinkeby, novostavby